# جيد أوداودا
جيد أوداودا (من مواليد 9 سبتمبر 1999) هي رياضية دولية إنجليزية فازت بالميدالية البرونزية في السباعي في دورة ألعاب الكومنولث 2022 في برمنغهام، إنجلترا. مثلت أوداودا بريطانيا العظمى في بطولة أوروبا لألعاب القوى 2022، واحتلت المركز السابع، وحققت نفس المركز في بطولة أوروبا لألعاب القوى 2024. بعد فوزها بالميدالية الذهبية في القفز الطويل في بطولة ألعاب القوى البريطانية 2024، تم تسمية أوداودا لاحقًا في فريق بريطانيا العظمى لدورة الألعاب الأولمبية الصيفية 2024، للتنافس في السباعي. احتلت المركز العاشر في الألعاب في باريس.